# 2005年1月逝世人物列表
2005年逝世人物列表：1月 - 2月 - 3月 - 4月 - 5月 - 6月 - 7月 - 8月 - 9月 - 10月 - 11月 - 12月
下面是2005年1月逝世的知名人士列表：
日期不詳
- 甘穗煇，鏞記酒家創辦人

1月29日

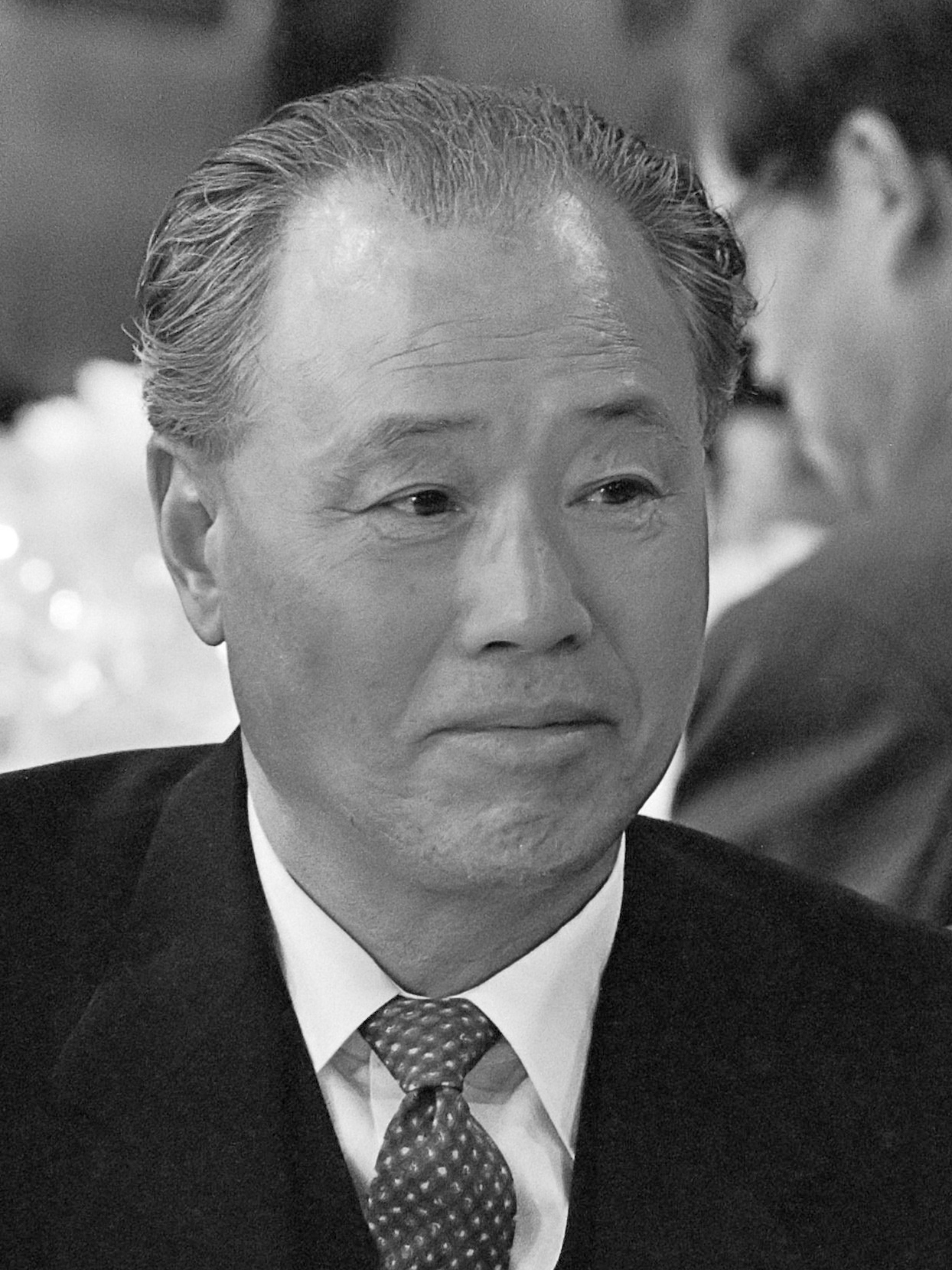
中共改革派领袖，原中共中央总书记、中国国务院总理赵紫阳，因在六四天安门事件中公开表示同情学生和反对武力镇压而遭软禁

- 张政烺，93岁，中国历史学家、考古学家、文献学家、古文字学家。[1]
- 秋浦，86岁，中国民族学家。[2]
- 张太恒，74岁，济南军区原司令员[3]
- 塞·路易斯·马丁内斯，34岁，西班牙铅球运动员[4]
- 章秀成，38岁，中国浙江省玉环县公安局民警，殉职[5]。

1月28日
- 唐湜，85岁，九叶派诗人。[6]
- 丹尼尔·布兰卡，53岁，阿根廷画家，唐老鸭的创造者[7]
- 雅克·维勒里，53岁，法国喜剧演员华商报

1月25日
- 菲利浦·约翰逊，美国建筑师，

1月24日
- 顾宝龙，58岁，中国造船专家[8]

1月23日
- 强尼·卡森，79岁，美国脱口秀节目主持人[9]

1月22日
- 朱之悌，76岁，林木遗传育种学家、中国工程院院士

1月21日
- 蕭蔚雲，前《基本法》起草委員，法学家

1月20日
- 曾呈奎，96岁，海洋生物学家

- 楊振忠 (C.C. Yang)，79歲，中華民國中央研究院第一十八屆(生命科學組)院士。[12]

1月17日
- 弗吉妮亚·马约，84岁，好莱坞影星[13]
- 查利·贝尔，44岁，麦当劳前首席执行官[14]
- 赵紫阳，85岁，中共改革派领袖，原中共中央总书记、中国国务院总理。[15]

1月14日
- 孫大光，前中國國務院地礦部長、地質部長。

1月13日
1月10日 诸少侠，中国医学教授
- 孙玉芳，中科红旗创始人。
- 朱进忠，河南人，HIV感染者，关爱之家创办人。

1月8日
- 宋任穷，96岁，中共元老，上将，原中共中央顾问委员会副主任。

1月7日
- 罗斯玛丽·肯尼迪，约翰·肯尼迪总统的妹妹
- 阎振兴(Chen-Hsing Yen)94歲，前中華民國國立臺灣大學校长，中央研究院第14屆(數理科學組)院士。[12]
- 馬克賈托·曼德拉，53岁，南非前總統曼德拉唯一在生的兒子因愛滋病逝世。</ref>明報新聞網</ref>

1月6日
- 許長青，62歲，前香港立法會進出口界議員及香港政黨港進聯前副主席。[17]

1月5日
- 徐惠滋，72岁，中国军事科学院院长[18]
- 朱成名，90岁，中国足球运动员[19]

1月4日
- 阿里·海德里（Ali al-Haidri），伊拉克巴格达省省长，在巴格达北部遇刺身亡。

1月3日
- 威尔·埃斯纳（Will Eisner），美国漫画家
- 迪希特，前印度国家安全顾问
- 辜振甫，87岁，台湾海峡交流基金会董事长，肾衰竭病逝。[20]

1月2日
- 马克林·马克卡提（Maclyn McCarty），基因学家，DNA研究的先驱
- 凯利·弗里亚斯，82岁，美国著名科幻画家[21]
- 戴維·達奎斯特，86歲，美國發明家，美國化學工程師，圓環蛋糕發明者